# Gheorghe Dima
Gheorghe Dima (conocido como George Dima; Scheii a Brașov, 28 de diciembre de 1847-Cluj, 4 de junio de 1925) fue un compositor, director de orquesta y pedagogo rumano, miembro de honor (de 1919) de la Academia Rumana.

## La infancia. Estudios
Gheorghe Dima fue el último de los cuatro hijos de Nicolea y Zoei Dima. Quedaría en corto tiempo huérfano de padre. Con la ayuda de su hermano mayor, Pandeli, el joven Gheorghe siguen la escuela de perfil técnico, primero en el Instituto Real de Viena y luego a La politécnica de Karlsruhe (Alemania).
En este periodo se muestra por primera vez interesado en la música. Tomará primero lecciones de canto con el profesor Heinrich Giehna, después en Viena, con Otto Uffmann. Decidido a dedicarse a la música, Dima pasará a Graz, bajo la orientación de Ferdinand Thieriot.

## Actividad
En su juventud, cantó en las óperas de Klagenfurt y Zürich. Después de su retorno a la ciudad natal, ejerció como profesor de música y director de orquesta, siendo el director de la Escuela de Gimnasia y Cantares (1875 - 1879; 1899 - 1914) y el primer director del  Conservatorio de Cluj. De sus composiciones, remarcamos: „Cucule con peana parda” (f..), „Mama lui Ștefan cel Mare” (1884?) și „Ștefan Vodă și codrul” (1904).

## Composiciones
Ya que tan sólo algunas de sus obras mencionadas pudieron ser datadas, para ordenarlas, se respetó el criterio alfabético. La fecha exacta o el periodo de la realización de las obras están señaladas al lado, allá donde se conoce

### Canciones para la voz y piano (lieduri)
- A venit un lup din crâng (versos de George Coșbuc) Compuesto en 16 de octubre de 1904 .
- De ce nu-mi vii? (traducido en alemán: «O, komm zu mir!»; versos de Mihai Eminescu)
- Peste vârfuri (trad. lg. germ. «Wehmuth»; versos de Mihai Eminescu) Traducción redactada por Mite Kremnitz. Cantado por primera vez en Sibiu, en 1897. Dedicado a Titu Maiorescu”.
- Somnoroase păsărele (trad. lg. germ. «Mude Vöglein»; versos de Mihai Eminescu) Compuesto en 31 de octubre de 1896 . La traducción fue hecha por la esposa del compositor, Maria. Dedicada Titu Maiorescu”.

### Corros

#### Varoniles
- Hai în horă... (versos de Vasile Alecsandri) Cantado por primera vez en Sibiu, en 1884, bajo la forma de coro mixto.

#### Mixtas
- Două inimi nu-mi dau pace  (versos populares)
- Hora (con el acompañamiento de piano; versos de Vasile Alecsandri)
- Primăvara(versos de Vasile Alecsandri)
- Ziua ninge (versos de Vasile Alecsandri – poesía „Iarna”)

### Cantata
- Mama lui Ștefan cel Mare, balada para solistas y coro, con acompañamiento de piano (versos de Dimitrie Bolintineanu)

### Adaptaciones a canciones populares
Existen piezas escritas partiendo de melodías populares,  predominantemente, rumanas.

#### Para voz y piano
- Hop, țurcă, furcă! ”Dedicado a mi hermano Pandeli”.
- Jelui-m-aș și n-am cui... (alemán: «Trauter Wald dir möcht' ich klagen») La traducción al alemán, fue hecha por el autor. Dedicado a Veturia Triteanu”.
- Mândruliță de demult (alemán: «Liebchen mein, seit manchem Jahr») Cantado la primera vez en Sibiu, en 1895, arreglado para coro mixto. Dedicado a „mi amada esposa”.
- Sub fereastra mândrei mele (alemán: «Vordem Fenster meiner Süssen») Dedicado a mi querida esposa”, que realizó la traducción de los versos al alemán.
- Știi tu, mândro?(alemán: «Hör' mich año und folge gut...»)

#### Coros varoniles
- Cucule cu peana sură
- În zadar alerg pământul
- Scumpă, dragă copiliță
- Toată iarna ger și frig

#### Coros mixtos
- Ce faci Ioană?  Cantado por primera vez en Sibiu, en 1894.
- Cucuruz cu frunza-n sus
- Hei, leliță din cel sat...
- Anika dela moară (canción popular eslovaca; estrofas 3 y 4 añadidas por Ecaterina Pitiș)
- Cărăușul (canción popular eslovaca; estrofas 2 y 3 añadidas por Ecaterina Pitiș)
- Nu m-ar arde dorul  (canción popular eslovaca)
- O, ce veste minunată! (1888)[2]

## Homenajes
En honor a su persona, algunas instituciones llevan su nombre en Rumanía. Tal es el caso de la Academia de Música de Cluj, donde Gheorghe Dima fue el primer director. Asimismo, la filarmónica de Brașov lleva su nombre desde 1946.

#### Álbumes de piezas y partituras
- Dima, Gheorghe (1958). Opere alese, Editura de Stat Didactică și Pedagogică, BucureștitNota. El álbum ha sido imprimido con la ocasión del aniversario 110 años del nacimiento del compositor. Edición crítica de Viorel Cosma.